# Mali sveti Anđeo
Mali sveti Anđeo  jedini je kameni krug (megalitski krug) dosad poznat na teritoriju Republike Hrvatske. Nastao je negdje oko 2000~1000 godina pr. Kr. i nosi ime brda na kojem se nalazi. Ta megalitska, toloidna građevina moguća je prva prava sakralna arhitektura na području Hrvatske, a datira se u srednje brončano doba Istre. 
Iznimnost ovog prethistorijskog lokaliteta smještenog između utvrde Mordele i gradine Veliki sveti Anđeo čine mehablokovi koji su poslagani u 3/4 kruga. Na sjevernoj strani ih nema, što je snažna indikacija astronomsko-kultne namjene vezane uz Sunce te izlazak i zalazak nebeskih tijela. Dio na kojem nedostaju kameni blokovi dio je gdje se izlasci i zalasci ne javljaju.
Situacija danas: Neki su se blokovi srušili, ali je lokalitet izuzetno sačuvan jer su u posljednjih 50 godina doline i padine unaokolo korištene kao smetišta grada Poreča pa se u tom pravcu nije kretala urbanizacija prostora.
Arheoastronomska istraživanja da se ispita hipoteza astronomsko/solsticijske funkcije su u tijeku.
- Veliki Sveti Anđel
- Mordele
- Mordele

## Vanjske poveznice
- Mali sveti Anđeo, na engleskim web stranicama posvećenim megalitima u svijetu